# Всероссийская сельскохозяйственная перепись
Сельскохозяйственная перепись — организованный сбор и регистрация сведений и фактов о состоянии сельского хозяйства, с целью получения информации о состоянии факторов и результатов деятельности агропромышленного сектора экономики.

## Всеобщие сельскохозяйственные переписи
- Всероссийская сельскохозяйственная перепись 1916 года
- Всероссийская сельскохозяйственная и поземельная перепись 1917 года
- Всероссийская сельскохозяйственная перепись 1920 года
- Всероссийская сельскохозяйственная перепись (2006)
- Всероссийская сельскохозяйственная перепись (2016)

## Специализированные сельскохозяйственные переписи
- перепись многолетних насаждений
- перепись скота
- перепись посевных площадей
- срочные переписи